# Mistrovství Evropy ve fotbale hráčů do 21 let 2023 – soupisky
Soupisky na Mistrovství Evropy ve fotbale hráčů do 21 let 2023, které se hrálo v Gruzii a Rumunsku.
| Zlato             | Stříbro              | Bronz             | Bronz               |
| ----------------- | -------------------- | ----------------- | ------------------- |
| Anglie • Soupiska | Španělsko • Soupiska | Izrael • Soupiska | Ukrajina • Soupiska |

## Skupina A

### Belgie
Hlavní trenér:  Jacky Mathijssen
| Jméno                  | Datum narození    | Datum úmrtí | Klub                        |
| Brankáři               | Brankáři          | Brankáři    | Brankáři                    |
| ---------------------- | ----------------- | ----------- | --------------------------- |
| Maarten Vandevoordt    | 26. února 2002    |             | KRC Genk                    |
| Senne Lammens          | 7. července 2002  |             | Club Brugge KV              |
| Maxime Delanghe        | 23. května 2001   |             | Lierse SK                   |
| Obránci                |                   |             |                             |
| Hugo Siquet            | 9. července 2002  |             | Cercle Brugge KSV           |
| Zeno Debast            | 24. října 2003    |             | RSC Anderlecht              |
| Ewoud Pletinckx        | 10. října 2000    |             | Oud-Heverlee Leuven         |
| Koni De Winter         | 12. června 2002   |             | Empoli FC                   |
| Louis Patris           | 7. června 2001    |             | Oud-Heverlee Leuven         |
| Maxim De Cuyper        | 22. prosince 2000 |             | KVC Westerlo                |
| Ameen Al-Dakhil        | 6. března 2002    |             | Burnley FC                  |
| Ignace Van Der Brempt  | 1. dubna 2002     |             | FC Red Bull Salzburg        |
| Záložníci              |                   |             |                             |
| Aster Vranckx -        | 4. října 2002     |             | AC Milán                    |
| Eliot Matazo           | 15. února 2002    |             | AS Monaco FC                |
| Arne Engels            | 8. září 2003      |             | FC Augsburg                 |
| Olivier Deman          | 6. dubna 2000     |             | Cercle Brugge KSV           |
| Mandela Keita          | 10. května 2002   |             | Royal Antwerp FC            |
| Nicolas Raskin         | 23. února 2001    |             | Rangers FC                  |
| Útočníci               |                   |             |                             |
| Loïs Openda            | 16. února 2000    |             | RC Lens                     |
| Yorbe Vertessen        | 8. ledna 2001     |             | Royale Union Saint-Gilloise |
| Michel-Ange Balikwisha | 10. května 2001   |             | Royal Antwerp FC            |
| Largie Ramazani        | 27. února 2001    |             | UD Almería                  |
| Anthony Descotte       | 3. srpna 2003     |             | FC Utrecht                  |
| Charles De Ketelaere   | 10. března 2001   |             | AC Milán                    |

### Gruzie
Hlavní trenér:  Ramaz Svanadze
| Jméno                   | Datum narození     | Datum úmrtí | Klub                     |
| Brankáři                | Brankáři           | Brankáři    | Brankáři                 |
| ----------------------- | ------------------ | ----------- | ------------------------ |
| Giorgi Mamardašvili     | 29. září 2000      |             | Valencia CF              |
| Nodari Kaličava         | 24. listopadu 2000 |             | FC Samgurali Tsqaltubo   |
| Luka Kutaladze          | 27. dubna 2001     |             | FC Dinamo Tbilisi        |
| Obránci                 |                    |             |                          |
| Tsotne Kapanadze        | 30. srpna 2001     |             | FC Saburtalo Tbilisi     |
| Iva Gelašvili           | 8. dubna 2001      |             | FC Saburtalo Tbilisi     |
| Aleksandre Kalandadze   | 9. května 2001     |             | FC Dinamo Tbilisi        |
| Saba Khvadagiani        | 30. ledna 2003     |             | FC Dinamo Tbilisi        |
| Giorgi Gocholeišvili    | 14. února 2001     |             | FK Šachtar Doněck        |
| Saba Sazonov            | 1. února 2002      |             | FK Dynamo Moskva         |
| Irakli Azarovi          | 21. února 2002     |             | FK Crvena zvezda         |
| Jemali-Giorgi Jinjolava | 28. června 2000    |             | FC Saburtalo Tbilisi     |
| Záložníci               |                    |             |                          |
| Luka Gagnidze           | 28. února 2003     |             | FK Dynamo Moskva         |
| Anzor Mekvabišvili -    | 15. února 2002     |             | FC Dinamo Tbilisi        |
| Giorgi Moistsrapišvili  | 29. září 2001      |             | FC Dinamo Tbilisi        |
| Gabriel Sigua           | 30. června 2005    |             | FC Dinamo Tbilisi        |
| Otar Mamageišvili       | 15. ledna 2003     |             | FC Saburtalo Tbilisi     |
| Nika Gagnidze           | 20. března 2001    |             | FC Dila Gori             |
| Nodar Lominadze         | 4. dubna 2002      |             | FC Samgurali Tsqaltubo   |
| Útočníci                |                    |             |                          |
| Zuriko Davitašvili      | 15. února 2001     |             | FC Girondins de Bordeaux |
| Giorgi Guliašvili       | 5. září 2001       |             | FK Sarajevo              |
| Giorgi Gagua            | 10. října 2001     |             | Real Unión               |
| Nika Chorcheli          | 9. září 2001       |             | FC Samgurali Tsqaltubo   |
| Heorhiy Tsitaišvili     | 18. listopadu 2000 |             | Lech Poznań              |

### Nizozemsko
Hlavní trenér:  Erwin van de Looi
| Jméno                 | Datum narození     | Datum úmrtí | Klub                      |
| Brankáři              | Brankáři           | Brankáři    | Brankáři                  |
| --------------------- | ------------------ | ----------- | ------------------------- |
| Bart Verbruggen       | 18. srpna 2002     |             | RSC Anderlecht            |
| Kjell Scherpen        | 23. ledna 2000     |             | Vitesse                   |
| Jasper Schendelaar    | 2. září 2000       |             | PEC Zwolle                |
| Obránci               |                    |             |                           |
| Devyne Rensch         | 18. ledna 2003     |             | AFC Ajax                  |
| Jan Paul van Hecke    | 8. června 2000     |             | Brighton & Hove Albion FC |
| Micky van de Ven      | 19. dubna 2001     |             | VfL Wolfsburg             |
| Quilindschy Hartman   | 14. listopadu 2001 |             | Feyenoord                 |
| Milan van Ewijk       | 8. září 2000       |             | SC Heerenveen             |
| Shurandy Sambo        | 19. srpna 2001     |             | Sparta Rotterdam          |
| Ian Maatsen           | 10. března 2002    |             | Burnley FC                |
| Záložníci             |                    |             |                           |
| Quinten Timber -      | 17. června 2001    |             | Feyenoord                 |
| Ryan Gravenberch      | 16. května 2002    |             | FC Bayern Mnichov         |
| Kenneth Taylor        | 16. května 2002    |             | AFC Ajax                  |
| Jurgen Ekkelenkamp    | 5. dubna 2000      |             | Royal Antwerp FC          |
| Ludovit Reis          | 1. června 2000     |             | Hamburger SV              |
| Wouter Burger         | 16. února 2001     |             | FC Basilej                |
| Sven Mijnans          | 9. března 2000     |             | AZ Alkmaar                |
| Útočníci              |                    |             |                           |
| Crysencio Summerville | 30. října 2001     |             | Leeds United FC           |
| Brian Brobbey         | 1. února 2002      |             | AFC Ajax                  |
| Million Manhoef       | 3. ledna 2002      |             | Vitesse                   |
| Thijs Dallinga        | 3. srpna 2000      |             | Toulouse FC               |
| Joshua Zirkzee        | 21. května 2001    |             | Bologna FC 1909           |
| Elayis Tavşan         | 30. dubna 2001     |             | NEC Nijmegen              |

### Portugalsko
Hlavní trenér:  Rui Jorge
| Jméno               | Datum narození     | Datum úmrtí | Klub                       |
| Brankáři            | Brankáři           | Brankáři    | Brankáři                   |
| ------------------- | ------------------ | ----------- | -------------------------- |
| Celton Biai         | 13. srpna 2000     |             | Vitória SC                 |
| Samuel Soares       | 15. června 2002    |             | Benfica Lisabon            |
| Francisco Meixedo   | 19. května 2001    |             | FC Porto                   |
| Obránci             |                    |             |                            |
| Bernardo Vital      | 29. prosince 2000  |             | GD Estoril Praia           |
| André Amaro         | 13. srpna 2002     |             | Vitória SC                 |
| Nuno Tavares        | 26. ledna 2000     |             | Olympique Marseille        |
| Zé Carlos           | 30. října 2001     |             | Vitória SC                 |
| Tomás Araújo        | 16. května 2002    |             | Gil Vicente FC             |
| Leonardo Lelo       | 30. března 2000    |             | Casa Pia AC                |
| Alexandre Penetra   | 9. září 2001       |             | FC Famalicão               |
| Záložníci           |                    |             |                            |
| Samú Costa          | 27. listopadu 2000 |             | UD Almería                 |
| Tiago Dantas -      | 24. prosince 2000  |             | PAOK Soluň                 |
| Paulo Bernardo      | 24. ledna 2002     |             | FC Paços de Ferreira       |
| Afonso Sousa        | 3. května 2000     |             | Lech Poznań                |
| João Neves          | 27. září 2004      |             | Benfica Lisabon            |
| André Almeida       | 30. května 2000    |             | Valencia CF                |
| Vasco Sousa         | 3. dubna 2003      |             | FC Porto                   |
| Útočníci            |                    |             |                            |
| Pedro Neto          | 9. března 2000     |             | Wolverhampton Wanderers FC |
| Henrique Araújo     | 19. ledna 2002     |             | Watford FC                 |
| Francisco Conceição | 14. prosince 2002  |             | AFC Ajax                   |
| Vitinha             | 15. března 2000    |             | Olympique Marseille        |
| Fábio Silva         | 19. července 2002  |             | PSV Eindhoven              |
| Diego Moreira       | 6. srpna 2004      |             | Benfica Lisabon            |

## Skupina B

### Chorvatsko
Hlavní trenér:  Dragan Skočić
| Jméno              | Datum narození    | Datum úmrtí | Klub                 |
| Brankáři           | Brankáři          | Brankáři    | Brankáři             |
| ------------------ | ----------------- | ----------- | -------------------- |
| Dominik Kotarski   | 10. února 2000    |             | PAOK Soluň           |
| Ivor Pandur        | 25. března 2000   |             | Fortuna Sittard      |
| Nikola Čavlina     | 2. června 2002    |             | NK Lokomotiva Zagreb |
| Obránci            |                   |             |                      |
| Niko Sigur         | 9. září 2003      |             | HNK Hajduk Split     |
| David Čolina       | 19. července 2000 |             | FC Augsburg          |
| Nikola Soldo       | 25. ledna 2001    |             | 1. FC Köln           |
| Bartol Franjić -   | 14. ledna 2000    |             | VfL Wolfsburg        |
| Niko Galešić       | 26. března 2001   |             | HNK Rijeka           |
| Krešimir Krizmanić | 3. července 2000  |             | HNK Gorica           |
| Záložníci          |                   |             |                      |
| Ante Palaversa     | 6. dubna 2000     |             | Troyes AC            |
| Jurica Pršir       | 29. května 2000   |             | HNK Gorica           |
| Martin Baturina    | 16. února 2003    |             | GNK Dinamo Záhřeb    |
| Lukas Kačavenda    | 2. března 2003    |             | NK Lokomotiva Zagreb |
| Mauro Perković     | 22. března 2003   |             | GNK Dinamo Záhřeb    |
| Marko Bulat        | 26. září 2001     |             | GNK Dinamo Záhřeb    |
| Veldin Hodža       | 15. října 2002    |             | HNK Rijeka           |
| Toni Fruk          | 9. března 2001    |             | HNK Gorica           |
| Útočníci           |                   |             |                      |
| Michele Šego       | 5. srpna 2000     |             | NK Varaždin          |
| Roko Šimić         | 10. září 2003     |             | FC Curych            |
| Matija Frigan      | 11. února 2003    |             | HNK Rijeka           |
| Luka Stojković     | 28. října 2003    |             | NK Lokomotiva Zagreb |
| Gabriel Vidović    | 1. prosince 2003  |             | Vitesse              |
| Dion Drena Beljo   | 1. března 2002    |             | FC Augsburg          |

### Rumunsko
Hlavní trenér:  Emil Săndoi
| Jméno              | Datum narození     | Datum úmrtí | Klub                     |
| Brankáři           | Brankáři           | Brankáři    | Brankáři                 |
| ------------------ | ------------------ | ----------- | ------------------------ |
| Ștefan Târnovanu   | 9. května 2000     |             | FCSB                     |
| Mihai Popa         | 12. října 2000     |             | FC Voluntari             |
| Andrei Gorcea      | 2. srpna 2001      |             | Universitatea Kluž       |
| Obránci            |                    |             |                          |
| Alexandru Pantea   | 11. září 2003      |             | FCSB                     |
| Valentin Țicu      | 19. září 2000      |             | FC Petrolul Ploiești     |
| Bogdan Racovițan   | 6. června 2000     |             | Raków Częstochowa        |
| Mihai Lixandru     | 5. června 2001     |             | CS Mioveni               |
| Victor Dican       | 11. října 2000     |             | FC Botoșani              |
| Andrei Borza       | 12. listopadu 2005 |             | FCV Farul Constanța      |
| Andres Dumitrescu  | 11. března 2001    |             | Sepsi OSK                |
| Záložníci          |                    |             |                          |
| Dragoș Albu        | 15. března 2001    |             | FC U Craiova 1948        |
| Claudiu Petrila    | 7. listopadu 2000  |             | CFR Kluž                 |
| David Miculescu    | 2. května 2001     |             | FCSB                     |
| Alexandru Cîmpanu  | 8. října 2000      |             | FC U Craiova 1948        |
| Alexandru Ișfan    | 31. ledna 2000     |             | FC U Craiova 1948        |
| Vladimir Screciu - | 13. ledna 2000     |             | FC U Craiova 1948        |
| Adrian Mazilu      | 13. září 2005      |             | FCV Farul Constanța      |
| Alexi Pitu         | 5. června 2002     |             | FC Girondins de Bordeaux |
| Octavian Popescu   | 27. prosince 2002  |             | FCSB                     |
| Vlad Pop           | 31. srpna 2000     |             | FC U Craiova 1948        |
| Útočníci           |                    |             |                          |
| Jovan Marković     | 23. března 2001    |             | FC U Craiova 1948        |
| Louis Munteanu     | 16. června 2002    |             | FCV Farul Constanța      |
| Daniel Birligea    | 19. dubna 2000     |             | CFR Kluž                 |

### Španělsko
Hlavní trenér:  Santi Denia
| Jméno              | Datum narození     | Datum úmrtí | Klub               |
| Brankáři           | Brankáři           | Brankáři    | Brankáři           |
| ------------------ | ------------------ | ----------- | ------------------ |
| Arnau Tenas        | 30. května 2001    |             | FC Barcelona       |
| Julen Agirrezabala | 26. prosince 2000  |             | Athletic Bilbao    |
| Leo Román          | 6. července 2000   |             | RCD Mallorca       |
| Obránci            |                    |             |                    |
| Víctor Gómez       | 1. dubna 2000      |             | SC Braga           |
| Juan Miranda       | 19. ledna 2000     |             | Real Betis         |
| Jon Pacheco        | 9. ledna 2001      |             | Real Sociedad      |
| Arnau Martínez     | 25. dubna 2003     |             | Girona FC          |
| Aitor Paredes      | 29. dubna 2000     |             | Athletic Bilbao    |
| Mario Gila         | 29. srpna 2000     |             | SS Lazio           |
| Sergio Gómez       | 4. září 2000       |             | Manchester City FC |
| Manu Sánchez       | 24. srpna 2000     |             | CA Osasuna         |
| Záložníci          |                    |             |                    |
| Hugo Guillamón     | 31. ledna 2000     |             | Valencia CF        |
| Antonio Blanco     | 23. července 2000  |             | Deportivo Alavés   |
| Oihan Sancet       | 25. dubna 2000     |             | Athletic Bilbao    |
| Rodri Sánchez      | 16. května 2000    |             | Real Betis         |
| Álex Baena         | 20. července 2001  |             | Villarreal CF      |
| Gabri Veiga        | 27. května 2002    |             | Celta de Vigo      |
| Aimar Oroz         | 27. listopadu 2001 |             | CA Osasuna         |
| Adrián Bernabé     | 26. května 2001    |             | Parma Calcio 1913  |
| Útočníci           |                    |             |                    |
| Rodrigo Riquelme   | 2. dubna 2000      |             | Girona FC          |
| Abel Ruiz -        | 28. ledna 2000     |             | SC Braga           |
| Ander Barrenetxea  | 27. prosince 2001  |             | Real Sociedad      |
| Sergio Camello     | 10. února 2001     |             | Rayo Vallecano     |

### Ukrajina
Hlavní trenér:  Ruslan Rotaň
| Jméno                 | Datum narození    | Datum úmrtí | Klub                |
| Brankáři              | Brankáři          | Brankáři    | Brankáři            |
| --------------------- | ----------------- | ----------- | ------------------- |
| Ruslan Něščeret       | 22. ledna 2002    |             | FK Dynamo Kyjev     |
| Anatolij Trubin       | 1. srpna 2001     |             | FK Šachtar Doněck   |
| Kiril Fesjun          | 7. srpna 2002     |             | FK Kolos Kovalivka  |
| Obránci               |                   |             |                     |
| Kostjantyn Vivčarenko | 10. června 2002   |             | FK Dynamo Kyjev     |
| Oleksandr Syrota      | 11. června 2000   |             | FK Dynamo Kyjev     |
| Maksym Talovjerov -   | 28. června 2000   |             | LASK                |
| Oleksij Sych          | 1. dubna 2001     |             | KV Kortrijk         |
| Volodymyr Saljuk      | 25. června 2002   |             | FK Černomorec Oděsa |
| Rostyslav Ljach       | 12. října 2000    |             | FK Ruch Lvov        |
| Maksym Braharu        | 21. července 2002 |             | FK Černomorec Oděsa |
| Arsenij Batahov       | 5. března 2002    |             | FK Zorja Luhansk    |
| Záložníci             |                   |             |                     |
| Ivan Želizko          | 12. února 2001    |             | Valmiera FC         |
| Mychajlo Mudryk       | 5. ledna 2001     |             | Chelsea FC          |
| Oleksandr Nazarenko   | 1. února 2000     |             | FK Dnipro           |
| Volodymyr Bražko      | 23. ledna 2002    |             | FK Zorja Luhansk    |
| Dmytro Kryskiv        | 6. října 2000     |             | FK Šachtar Doněck   |
| Oleh Očeretko         | 25. května 2003   |             | FK Šachtar Doněck   |
| Oleksij Kaščuk        | 29. června 2000   |             | Sabah FC            |
| Artem Bondarenko      | 21. srpna 2000    |             | FK Šachtar Doněck   |
| Heorhij Sudakov       | 1. září 2002      |             | FK Šachtar Doněck   |
| Útočníci              |                   |             |                     |
| Bohdan Vjuňnyk        | 21. května 2002   |             | Grazer AK           |
| Danylo Sykan          | 16. dubna 2001    |             | FK Šachtar Doněck   |
| Vladyslav Vanat       | 4. ledna 2002     |             | FK Dynamo Kyjev     |

## Skupina C

### Česko
Hlavní trenér:  Jan Suchopárek
| Jméno           | Datum narození     | Datum úmrtí | Klub                |
| Brankáři        | Brankáři           | Brankáři    | Brankáři            |
| --------------- | ------------------ | ----------- | ------------------- |
| Vítězslav Jaroš | 23. července 2001  |             | Stockport County FC |
| Vladimír Neuman | 10. února 2000     |             | MFK Karviná         |
| Jakub Markovič  | 13. července 2001  |             | FK Pardubice        |
| Obránci         |                    |             |                     |
| Martin Vitík    | 21. ledna 2003     |             | AC Sparta Praha     |
| Robin Hranáč    | 29. ledna 2000     |             | FK Pardubice        |
| Adam Gabriel    | 28. května 2001    |             | FC Hradec Králové   |
| Karel Pojezný   | 23. září 2001      |             | FC Baník Ostrava    |
| Michal Fukala   | 22. října 2000     |             | FC Slovan Liberec   |
| Martin Cedidla  | 22. listopadu 2001 |             | FC Zlín             |
| David Pech      | 22. února 2002     |             | SK Slavia Praha     |
| Tomáš Vlček     | 28. února 2001     |             | FK Pardubice        |
| Záložníci       |                    |             |                     |
| Lukáš Červ      | 10. dubna 2001     |             | FC Slovan Liberec   |
| Adam Karabec    | 2. července 2003   |             | AC Sparta Praha     |
| Pavel Šulc      | 29. prosince 2000  |             | FK Jablonec         |
| Kryštof Daněk   | 5. ledna 2003      |             | AC Sparta Praha     |
| Matěj Jurásek   | 30. srpna 2003     |             | SK Slavia Praha     |
| Jan Žambůrek    | 13. února 2001     |             | Viborg FF           |
| Matěj Valenta   | 9. února 2000      |             | FC Slovan Liberec   |
| Filip Kaloč -   | 27. února 2000     |             | FC Baník Ostrava    |
| Útočníci        |                    |             |                     |
| Vasil Kušej     | 24. května 2000    |             | FK Mladá Boleslav   |
| Václav Sejk     | 18. května 2002    |             | FK Jablonec         |
| Daniel Fila     | 21. srpna 2002     |             | FK Teplice          |
| Matěj Koubek    | 10. ledna 2000     |             | FC Hradec Králové   |

### Anglie
Hlavní trenér:  Lee Carsley
| Jméno                   | Datum narození    | Datum úmrtí | Klub                      |
| Brankáři                | Brankáři          | Brankáři    | Brankáři                  |
| ----------------------- | ----------------- | ----------- | ------------------------- |
| James Trafford          | 10. října 2002    |             | Manchester City FC        |
| Josh Griffiths          | 5. září 2001      |             | West Bromwich Albion FC   |
| Carl Rushworth          | 2. července 2001  |             | Brighton & Hove Albion FC |
| Obránci                 |                   |             |                           |
| Max Aarons              | 4. ledna 2000     |             | Norwich City FC           |
| Luke Thomas             | 10. června 2001   |             | Leicester City FC         |
| Levi Colwill            | 26. února 2003    |             | Chelsea FC                |
| Taylor Harwood-Bellis - | 30. ledna 2002    |             | Manchester City FC        |
| Jarrad Branthwaite      | 27. června 2002   |             | PSV Eindhoven             |
| Charlie Cresswell       | 17. srpna 2002    |             | Leeds United FC           |
| Ben Johnson             | 24. ledna 2000    |             | West Ham United FC        |
| Záložníci               |                   |             |                           |
| Oliver Skipp            | 16. září 2000     |             | Tottenham Hotspur FC      |
| Morgan Gibbs-White      | 27. ledna 2000    |             | Nottingham Forest FC      |
| Jacob Ramsey            | 28. května 2001   |             | Aston Villa FC            |
| Emile Smith Rowe        | 28. července 2000 |             | Arsenal FC                |
| Anthony Gordon          | 24. února 2001    |             | Newcastle United FC       |
| James Garner            | 13. března 2001   |             | Everton FC                |
| Curtis Jones            | 30. ledna 2001    |             | Liverpool FC              |
| Tommy Doyle             | 17. října 2001    |             | Manchester City FC        |
| Harvey Elliott          | 4. dubna 2003     |             | Liverpool FC              |
| Cole Palmer             | 6. května 2002    |             | Manchester City FC        |
| Angel Gomes             | 31. srpna 2000    |             | Lille OSC                 |
| Noni Madueke            | 10. března 2002   |             | Chelsea FC                |
| Útočníci                |                   |             |                           |
| Cameron Archer          | 9. prosince 2001  |             | Aston Villa FC            |

### Německo
Hlavní trenér:  Antonio Di Salvo
| Jméno                | Datum narození     | Datum úmrtí | Klub                     |
| Brankáři             | Brankáři           | Brankáři    | Brankáři                 |
| -------------------- | ------------------ | ----------- | ------------------------ |
| Noah Atubolu         | 25. května 2002    |             | SC Freiburg              |
| Nico Mantl           | 6. února 2000      |             | FC Red Bull Salzburg     |
| Christian Früchtl    | 28. ledna 2000     |             | FK Austria Vídeň         |
| Obránci              |                    |             |                          |
| Josha Vagnoman       | 12. listopadu 2000 |             | VfB Stuttgart            |
| Kenneth Schmidt      | 3. června 2002     |             | SC Freiburg              |
| Márton Dárdai        | 12. února 2002     |             | Hertha BSC               |
| Yann Aurel Bisseck - | 29. listopadu 2000 |             | Aarhus GF                |
| Kilian Fischer       | 12. října 2000     |             | VfL Wolfsburg            |
| Henning Matriciani   | 14. března 2000    |             | FC Schalke 04            |
| Maximilian Bauer     | 9. února 2000      |             | FC Augsburg              |
| Luca Netz            | 15. května 2003    |             | Borussia Mönchengladbach |
| Záložníci            |                    |             |                          |
| Tom Krauß            | 22. června 2001    |             | FC Schalke 04            |
| Finn Ole Becker      | 8. června 2000     |             | TSG 1899 Hoffenheim      |
| Yannik Keitel        | 15. února 2000     |             | SC Freiburg              |
| Angelo Stiller       | 4. dubna 2001      |             | TSG 1899 Hoffenheim      |
| Eric Martel          | 29. dubna 2002     |             | 1. FC Köln               |
| Noah Weißhaupt       | 20. září 2001      |             | SC Freiburg              |
| Denis Huseinbašić    | 3. července 2001   |             | 1. FC Köln               |
| Útočníci             |                    |             |                          |
| Kevin Schade         | 27. listopadu 2001 |             | Brentford FC             |
| Youssoufa Moukoko    | 20. listopadu 2004 |             | Borussia Dortmund        |
| Nelson Weiper        | 17. března 2005    |             | 1. FSV Mainz 05          |
| Jessic Ngankam       | 20. července 2000  |             | Hertha BSC               |
| Faride Alidou        | 18. července 2001  |             | Eintracht Frankfurt      |

### Izrael
Hlavní trenér:  Guy Luzon
| Jméno             | Datum narození     | Datum úmrtí | Klub                         |
| Brankáři          | Brankáři           | Brankáři    | Brankáři                     |
| ----------------- | ------------------ | ----------- | ---------------------------- |
| Daniel Peretz     | 10. července 2000  |             | Maccabi Tel Aviv FC          |
| Shareef Kayouf    | 25. června 2001    |             | Makabi Haifa FC              |
| Tomer Tzarfati    | 16. října 2003     |             | Makabi Netanja FC            |
| Obránci           |                    |             |                              |
| Karem Jaber       | 31. října 2000     |             | Makabi Netanja FC            |
| Ziv Morgan        | 19. ledna 2000     |             | Hapoel Ironi Kirjat Šmona FC |
| Or Blorian        | 7. března 2000     |             | Hapoel Beer Ševa FC          |
| Gil Cohen -       | 8. listopadu 2000  |             | FC Ašdod                     |
| Roy Revivo        | 22. května 2003    |             | Hapoel Jeruzalém FC          |
| Stav Lemkin       | 2. dubna 2003      |             | Hapoel Tel Aviv FC           |
| Ilay Hagag        | 7. listopadu 2001  |             | Hapoel Afula FC              |
| Záložníci         |                    |             |                              |
| Omri Gandelman    | 16. května 2000    |             | Makabi Netanja FC            |
| Eden Kartsev      | 11. dubna 2000     |             | İstanbul Başakşehir FK       |
| Arad Bar          | 29. ledna 2000     |             | Maccabi Petah Tikva FC       |
| Oscar Gloukh      | 1. dubna 2004      |             | FC Red Bull Salzburg         |
| Oz Bilu           | 16. ledna 2001     |             | Makabi Netanja FC            |
| Eitan Azulay      | 26. května 2002    |             | Makabi Netanja FC            |
| Yoav Hofmayster   | 25. prosince 2000  |             | Hapoel Ironi Kirjat Šmona FC |
| Ayano Preda       | 29. dubna 2002     |             | Hapoel Jeruzalém FC          |
| Útočníci          |                    |             |                              |
| Idan Gorno        | 9. srpna 2004      |             | Maccabi Petah Tikva FC       |
| Dor Turgeman      | 24. října 2003     |             | Maccabi Tel Aviv FC          |
| Anan Khalaily     | 3. září 2004       |             | Makabi Haifa FC              |
| Mohammed Abu Rumi | 1. března 2004     |             | Hapoel Ironi Kirjat Šmona FC |
| Hisham Layous     | 13. listopadu 2000 |             | Hapoel Tel Aviv FC           |

## Skupina D

### Francie
Hlavní trenér:  Sylvain Ripoll
| Jméno              | Datum narození    | Datum úmrtí | Klub                     |
| Brankáři           | Brankáři          | Brankáři    | Brankáři                 |
| ------------------ | ----------------- | ----------- | ------------------------ |
| Illan Meslier      | 2. března 2000    |             | Leeds United FC          |
| Lucas Chevalier    | 6. listopadu 2001 |             | Lille OSC                |
| Stefan Bajic       | 23. prosince 2001 |             | Bristol City FC          |
| Obránci            |                   |             |                          |
| Mohamed Simakan    | 3. května 2000    |             | RB Leipzig               |
| Yasser Larouci     | 1. ledna 2001     |             | Troyes AC                |
| Loïc Badé          | 11. dubna 2000    |             | Sevilla FC               |
| Niels Nkounkou     | 1. listopadu 2000 |             | AS Saint-Étienne         |
| Valentin Gendrey   | 21. června 2000   |             | US Lecce                 |
| Castello Lukeba    | 17. prosince 2002 |             | Olympique Lyon           |
| Bafodé Diakité     | 6. ledna 2001     |             | Lille OSC                |
| Pierre Kalulu      | 5. června 2000    |             | AC Milán                 |
| Záložníci          |                   |             |                          |
| Enzo Le Fée        | 3. února 2000     |             | FC Lorient               |
| Manu Koné          | 17. května 2001   |             | Borussia Mönchengladbach |
| Maxence Caqueret - | 15. února 2000    |             | Olympique Lyon           |
| Joris Chotard      | 24. září 2001     |             | Montpellier HSC          |
| Khéphren Thuram    | 26. března 2001   |             | OGC Nice                 |
| Michael Olise      | 12. prosince 2001 |             | Crystal Palace FC        |
| Útočníci           |                   |             |                          |
| Arnaud Kalimuendo  | 20. ledna 2002    |             | Stade Rennais FC         |
| Rayan Cherki       | 17. srpna 2003    |             | Olympique Lyon           |
| Amine Gouiri       | 16. února 2000    |             | Stade Rennais FC         |
| Amine Adli         | 10. května 2000   |             | Bayer 04 Leverkusen      |
| Bradley Barcola    | 2. září 2002      |             | Olympique Lyon           |
| Elye Wahi          | 2. ledna 2003     |             | Montpellier HSC          |

### Itálie
Hlavní trenér:  Paolo Nicolato
| Jméno              | Datum narození     | Datum úmrtí | Klub                |
| Brankáři           | Brankáři           | Brankáři    | Brankáři            |
| ------------------ | ------------------ | ----------- | ------------------- |
| Marco Carnesecchi  | 1. července 2000   |             | US Cremonese        |
| Elia Caprile       | 25. srpna 2001     |             | SSC Bari            |
| Stefano Turati     | 5. září 2001       |             | Frosinone Calcio    |
| Obránci            |                    |             |                     |
| Giorgio Scalvini   | 11. prosince 2003  |             | Atalanta BC         |
| Fabiano Parisi     | 9. listopadu 2000  |             | Empoli FC           |
| Lorenzo Pirola     | 20. února 2002     |             | US Salernitana 1919 |
| Matteo Lovato      | 14. února 2000     |             | US Salernitana 1919 |
| Raoul Bellanova    | 17. května 2000    |             | FC Inter Milán      |
| Destiny Udogie     | 28. listopadu 2002 |             | Udinese Calcio      |
| Giorgio Cittadini  | 18. dubna 2002     |             | Modena FC 2018      |
| Caleb Okoli        | 13. července 2001  |             | Atalanta BC         |
| Andrea Cambiaso    | 20. února 2000     |             | Bologna FC 1909     |
| Záložníci          |                    |             |                     |
| Samuele Ricci      | 21. srpna 2001     |             | Turín FC            |
| Salvatore Esposito | 7. října 2000      |             | Spezia Calcio       |
| Sandro Tonali -    | 8. května 2000     |             | AC Milán            |
| Nicolò Rovella     | 4. prosince 2001   |             | AC Monza            |
| Edoardo Bove       | 16. května 2002    |             | AS Řím              |
| Fabio Miretti      | 3. srpna 2003      |             | Juventus FC         |
| Útočníci           |                    |             |                     |
| Lorenzo Colombo    | 8. března 2002     |             | US Lecce            |
| Pietro Pellegri    | 17. března 2001    |             | Turín FC            |
| Wilfried Gnonto    | 5. listopadu 2003  |             | Leeds United FC     |
| Matteo Cancellieri | 12. února 2002     |             | SS Lazio            |
| Nicolò Cambiaghi   | 28. prosince 2000  |             | Empoli FC           |

### Norsko
Hlavní trenér:  Leif Gunnar Smerud
| Jméno                       | Datum narození     | Datum úmrtí | Klub                |
| Brankáři                    | Brankáři           | Brankáři    | Brankáři            |
| --------------------------- | ------------------ | ----------- | ------------------- |
| Mads Hedenstad Christiansen | 21. října 2000     |             | Lillestrøm SK       |
| Kristoffer Klaesson         | 27. listopadu 2000 |             | Leeds United FC     |
| Rasmus Sandberg             | 23. dubna 2001     |             | IL Stjørdals-Blink  |
| Obránci                     |                    |             |                     |
| Sebastian Sebulonsen        | 27. ledna 2000     |             | Brøndby IF          |
| Henrik Heggheim             | 22. dubna 2001     |             | Vålerenga IF        |
| Jesper Daland               | 6. ledna 2000      |             | Cercle Brugge KSV   |
| David Wolfe                 | 23. dubna 2002     |             | Brann Bergen        |
| Leo Fuhr Hjelde             | 26. srpna 2003     |             | Rotherham United FC |
| Colin Rösler                | 22. dubna 2000     |             | Mjällby AIF         |
| Warren Kamanzi              | 11. listopadu 2000 |             | Toulouse FC         |
| Záložníci                   |                    |             |                     |
| Sivert Heggheim Mannsverk   | 8. května 2002     |             | Molde FK            |
| Joshua Kitolano             | 3. srpna 2001      |             | Sparta Rotterdam    |
| Johan Hove                  | 7. září 2000       |             | FC Groningen        |
| Osame Sahraoui              | 11. června 2001    |             | SC Heerenveen       |
| Håkon Evjen                 | 14. února 2000     |             | Brøndby IF          |
| Markus Solbakken            | 25. července 2000  |             | Viking FK           |
| Tobias Christensen          | 11. května 2000    |             | Fehérvár FC         |
| Christos Zafeiris           | 23. února 2003     |             | SK Slavia Praha     |
| Útočníci                    |                    |             |                     |
| Seedy Jatta                 | 18. března 2003    |             | Vålerenga IF        |
| Oscar Bobb                  | 12. července 2003  |             | Manchester City FC  |
| Emil Konradsen Ceïde        | 3. září 2001       |             | US Sassuolo Calcio  |
| Antonio Nusa                | 17. dubna 2005     |             | Club Brugge KV      |
| Erik Botheim -              | 10. ledna 2000     |             | US Salernitana 1919 |

### Švýcarsko
Hlavní trenér:  Patrick Rahmen
| Jméno               | Datum narození    | Datum úmrtí | Klub              |
| Brankáři            | Brankáři          | Brankáři    | Brankáři          |
| ------------------- | ----------------- | ----------- | ----------------- |
| Amir Saipi          | 8. července 2000  |             | FC Lugano         |
| Nicholas Ammeter    | 11. prosince 2000 |             | FC Wil            |
| Marvin Keller       | 3. července 2002  |             | BSC Young Boys    |
| Obránci             |                   |             |                   |
| Lewin Blum          | 27. července 2001 |             | BSC Young Boys    |
| Nicolas Vouilloz    | 11. května 2001   |             | Servette FC       |
| Leonidas Stergiou - | 3. března 2002    |             | FC St. Gallen     |
| Marco Burch         | 19. října 2000    |             | FC Luzern         |
| Aurèle Amenda       | 31. července 2003 |             | BSC Young Boys    |
| Serge Müller        | 18. září 2000     |             | FC Schaffhausen   |
| Jan Kronig          | 24. června 2000   |             | FC Aarau          |
| Bećir Omeragić      | 20. ledna 2002    |             | FC Curych         |
| Záložníci           |                   |             |                   |
| Ardon Jashari       | 30. července 2002 |             | FC Luzern         |
| Kastriot Imeri      | 27. června 2000   |             | BSC Young Boys    |
| Matteo Di Giusto    | 18. srpna 2000    |             | FC Winterthur     |
| Gabriel Barès       | 29. srpna 2000    |             | FC Thun           |
| Bledian Krasniqi    | 17. června 2001   |             | FC Curych         |
| Darian Males        | 3. května 2001    |             | FC Basilej        |
| Útočníci            |                   |             |                   |
| Simon Sohm          | 11. dubna 2001    |             | Parma Calcio 1913 |
| Dan Ndoye           | 25. října 2000    |             | FC Basilej        |
| Filip Stojilković   | 4. ledna 2000     |             | SV Darmstadt 98   |
| Julian von Moos     | 1. dubna 2001     |             | FC St. Gallen     |
| Fabian Rieder       | 16. února 2002    |             | BSC Young Boys    |
| Zeki Amdouni        | 4. prosince 2000  |             | FC Basilej        |